# Joshua Leonard
Pour les articles homonymes, voir Leonard.
Joshua Leonard est un acteur, réalisateur et scénariste américain né le 17 juin 1975 à Houston, Texas (États-Unis).

## Biographie

### Vie privée
Il est marié à l'actrice canadienne Alison Pill.

## Filmographie

### Acteur
- 1999 : The Blur of Insanity : Staley
- 1999 : Sticks and Stones: Investigating the Blair Witch (vidéo) : Josh Leonard
- 1999 : Le Projet Blair Witch (The Blair Witch Project) : Joshua 'Josh' Leonard
- 1999 : Curse of the Blair Witch (TV) : Joshua 'Josh' Leonard
- 2000 : Crimes Past
- 2000 : Sacrifice (TV) : Jason
- 2000 : In the Weeds : Adam
- 2000 : Les Chemins de la dignité (Men of Honor) : PO2 Timothy Douglas Isert
- 2001 : Destiny (TV)
- 2001 : Things Behind the Sun : Todd
- 2001 : Dregs of Society : Ghost
- 2001 : Mission : Jay
- 2001 : Cubbyhouse : Danny Graham
- 2002 : Deuces Wild : Punchy
- 2002 : En direct de Bagdad (Live from Baghdad) (TV) : Mark Biello
- 2003 : Scorched : Rick
- 2003 : Down with the Joneses : Pete Jones
- 2003 : Two Days : Bill Buehl
- 2004 : Larceny : Nick
- 2004 : Madhouse : Clark Stevens
- 2004 : The Strand (vidéo) : Tattoo Artist
- 2005 : Shooting Livien : Robby
- 2005 : A Year and a Day : Malcolm
- 2006 : Bones (série télévisée) : saison 2 épisode 10, La Sorcière sans tête (The Headless Witch in the Woods) : Nate Gibbons
- 2006 : Hatchet : Ainsley
- 2006 : The Shaggy Dog : Justin Forrester
- 2008 : Mała Wielka Miłość (Expecting Love) : Ian Everson
- 2009 : Humpday : Andrew
- 2011 : Shark 3D : Red
- 2013 : The Motel Life d'Alan Polsky et Gabe Polsky : Tommy
- 2014 : The Town That Dreaded Sundown
- 2014 : Si je reste : Denny Hall
- 2015 : Bates Motel (série télévisée) : James Finnigan
- 2015 : Scorpion (série télévisée) : Mark Collins
- 2016 : Heartbeat (série télévisée) : Max Elliot
- 2018 : Paranoïa (Unsane) de Steven Soderbergh : David Strine
- 2020 : Four Good Days de Rodrigo García : Sean
- 2021 : Bliss de Mike Cahill

### Réalisateur
- 2005 : The Youth in Us
- 2011 : The Lie (en)